# Oròmia
Oròmia és una de les nou kililoch (regions ètniques) d'Etiòpia, la més gran, a la part oriental. Ha estat formada amb parts de les antigues províncies de Bale, Hararghe, Illubabor, Kaffa, Shewa, Sidamo, i Welega.

## Població
La principal ètnia del territori són els oromos (85%). També hi ha amares (11%) i gurages (1,3%). Les principals llengües són l'oromo (oromiffa) 83,5%, amhàric (11%), gurage (sebat bet gurage, soddo, silt'e), hadiyya, gedeo (0,98%) i tigrinya (0,25%). Pel que fa a religions, el 44,3% són musulmans, el 41,3% cristians ortodoxos, 8,6% protestants i 4,2% religions tradicionals.

## Zones
- Zona Arsi
- Zona Bale
- Zona Borena
- Zona Illubabor
- Zona Jimma
- Zona Mirab Hararghe
- Zona Mirab Shewa
- Zona Mirab Wellega
- Zona Misrak Hararghe
- Misrak Shewa
- Misrak Wellega
- Zona Semien Shewa

## Presidents del Comité Executiu
- Hassen Ali (1992? - 1995)
- Kuma Demeksa (OPDO) (1995 - 24 juliol 2001)
- Vacant? (24 juliol - 28 Octubre 2001)
- Juneidi Sad  (28 octubre 2001 - 6 octubre 2005)
- Abadula Gemeda OPDO (6 octubre 2005 - ara)

## Història moderna
Oròmia fou annexionada a finals del segle xix a Abissínia. El 1918 el príncep oromo, Lij Yasu (Miquel), fill del rei de Wollo (Oròmia) Mohammed Ali, va arribar al tron però quan fou enderrocat per Hailes Selassie, Wollo es va declarar independent i durant uns anys van combatre contra els amhares i altres abissinis. El 1935 amb la invasió italiana a les portes, els oromos van reclamar ser reconeguts com a estat; el 1936 van lluitar contra els italians i van deixar de fer-ho contra els abissinis. El 1941 van reiterar la seva petició de ser reconeguts com a estat independent i el mateix any van reprendre la seva guerra contra Hailes Selassie, però amb l'ajut d'avions britànics foren derrotats ràpidament.
El 1963 es va iniciar la rebel·lió dirigida per Waqo Gutu (Bale Guerrilla Movement) que es va estendre per les tres províncies dels oromos i no va ser dominada totalment fins al 1972.
En 1964 es va crear una organització pan-oromo anomenada Matcha Tulama Association (1964-1967) dirigida pel general Tadesse Birru, que fou prohibida el 1967. De les restes d'aquest grup i altres nacionalistes va sorgir el 1973 el Front d'Alliberament Oromo (Oromo Liberation Front, OLF).
El 1975 el Dergue, el govern militar comunista d'Etiòpia, va prometre l'autodeterminació als pobles de l'estat. Per un temps va aconseguir un cert suport dels diferents grups ètnics però aviat va incomplir les seves promesses i diversos grups van iniciar la lluita contra la junta militar; un d'aquestos grups era el Front Popular d'Alliberament del Tigre (FPLT) que va demanar una acció comuna al OLF, però aquest aleshores s'hi va negar; llavors el FPLT va organitzar un moviment armat oromo amb els presoners que havia fet d'aquesta ètnia, que es va dir Organització Democràtica del Poble Oromo (Oromo People's Democratic Organization, OPDO) de tendència marxista, que després es van integrar amb altres grups al Ethiopian People's Revolutionary Democratic Front (EPRDF).
El 1991 el OLF va participar en el govern provisional de transició (del qual fou un dels tres fundadors), però el 1992 el OLF va anunciar que no participaria en les eleccions i que es retirava del govern de transició. La Southern Ethiopian Peoples Democratic Coalition (una coalició de 10 partits fora del control del FPLT) va rebutjar els resultats electorals que van donar l'hegemonia al FPLT i a les seves organitzacions regionals satèl·lits. Des de llavors l'estat federat d'Oròmia està governat per l'OPDO.